# Киберниск
Киберниск — ликийский военачальник в начале V века до н. э.; возможно, правитель.
По замечанию К. М. Колобовой, Геродот именует Киберниска сыном Сика, хотя в другом месте своей «Истории» отмечал, что «ликийцы называют себя по матери, а не по отцу». По мнению Д. А. Баранова, Э. Кина, это имя соответствует известному из эпиграфических источников Кезиге.
Согласно «отцу истории», Киберниск был одним из командиров персидского флота во время похода царя Ксеркса I в Грецию в 480—479 годах до н. э. Под началом Киберниска было пятьдесят ликийских кораблей. Э. Кин отметил, что Кибериск мог погибнуть во время битвы при Саламине в 480 года до н. э.
По убеждению многих исследователей, на отображённой на рельефе «Монумента Гарпий» сцене вручения властных полномочий персидским царём ликийскому династу запечатлен именно Киберниск. Э. Мортинсен и Б. Поулсен датировали период правления Киберниска 520—480 годами до н. э.